# America (скульптура)
America скульптура італійського митця Мауріціо Каттелана. Є прикладом сатиричного мистецтва, це повністю функціонуючий туалет, виготовлений з 18-каратового золота. Був викрадений у 2019 році з палацу Бленгейм, де він був виставлений у позику з постійної колекції музею Соломона Р. Гуггенхайма.

## Виставки

### Музей Соломона Гуггенхайма
Каттелан створив туалет у 2016 році для музею Соломона Р. Гуггенхайма в Нью-Йорку. Був виготовлений у ливарноі в Флоренції, відлитий з кількох частин, які були зварені між собою. Зроблений , щоб вигляд був як і інші туалети музею, він був встановлений в одній з ванних кімнат музею, яку відвідувачі можуть використовувати.
За даними музею одного разу понад 100 000 людей були в черзі щоб скористуватися даним експонатом, який знаходився під охороною, розміщений поза ванною кімнатою. За словами Каттелана, робота була виготовлена із 103 кілограмів золота, що у вересні 2019 року оцінювалося в понад чотири мільйони доларів. Як мистецький виріб, його оцінюють до шести мільйонів.
У вересні 2017 року, коли музей відмовив у проханні Білого дому обміняти його на картину 1888 року Ван Гога «Пейзаж зі снігом» для приватної кімнати президента Дональда Трампа.

### Бленгеймський палац
У вересні 2019 року Америку встановили в палаці Бленхайм у Великій Британії, де вона була доступна для використання у рамках виставки робіт Каттелана. Він був розміщений у клозеті, яким користовувався Вінстон Черчілль.
14 вересня експонат викрали. Оскільки він був підключений до водопроводу будівлі, крадіжка спричинила структурні пошкодження та затоплення Всесвітньої спадщини.  Двох чоловіків було затримано та звільнено у зв’язку з інцидентом.  Каттелан прокоментував: "Мені завжди подобалися фільми про пограбування, і нарешті я в одному з них".
Страхова компанія «Бленгейм» заявила, що за повернення туалету можна отримати винагороду приблизно $ 124 000. У середині жовтня у зв'язку з крадіжкою було здійснено три нові арешти.

## Інтерпретація
Музей Гуггенхайма пов’язав зміст скульптури з кар’єрою Дональда Трампа, написавши у вересні 2016 року, що "естетика цього" престолу "не нагадує ні про що, як позолочений надлишок підприємств нерухомості та приватних резиденцій Трампа". Сам Каттелан відмовився дати інтерпретацію своєї роботи. Він сказав, що зв'язок з Трампом - це "ще одна відсилка, але не лише вона повинна бути єдиною".
Робота також була описана як інтерпретація скульптури "Фонтан"  Марселя Дюшана 1917 року. Мистецтвознавець Джонатан Джонс, використовуючи роботу в палаці Бленхайм, висловив думку про те, що "начебто мочиться на порцеляну. Але тут, серед усіх фотографій молодого Вінстона, він також відчуває що мочится на британську історію".

## Інші золоті туалети
У 2002 році, гонконгський підприємець, включив два золоті туалети у те, що він назвав святинею Леніну. Він послався на приказку Леніна про використання золота після перемоги соціалізму.
У 2019 році гонконгська ювелірна фірма Coronet виставила золотий туалет у Шанхаї. У цьому туалеті було сидіння з куленепробивного скла, яке містило понад 40 000 невеликих алмазів.